# Sankt Klemens
Sankt Klemens – miasto w Danii, w regionie Dania Południowa, w gminie Odense.